# District de Weißensee
Pour les articles homonymes, voir Weissensee.
Le district de Weißensee [ˈvaɪ̯sn̩ˌzeː]  est l'une des anciennes subdivisions administratives de Berlin créées lors de la constitution du « Grand Berlin » en 1920.

Après la Seconde Guerre mondiale, il fera partie du secteur d'occupation soviétique de Berlin-Est et correspondait aux actuels quartiers de :
- 0302 Weißensee
- 0303 Blankenburg
- 0304 Heinersdorf
- 0305 Karow
- 0306 Stadtrandsiedlung Malchow

Ainsi que ce qui devenir en 1985, le district de Hohenschönhausen qui regroupera les quartiers est du district.
Lors de la réforme de 2001, le district fut intégré à l'arrondissement de Pankow.

## Démographie
| Année | Population (hab) |
| ----- | ---------------- |
| 1920  | 54.627           |
| 1939  | 90.277           |
| 1950  | 84.730           |
| 1961  | 76.838           |
| 1970  | 80.791           |
| 1987  | 55.846           |
| 2000  | 75.582           |